# Елін Мейєр
Елін Мейєр (нід. Elien Meijer, 25 січня 1970) — нідерландська академічна веслувальниця.
Срібна призерка Олімпійських Ігор 2000 року в складі вісімки, учасниця 1996 року.
Чемпіонка світу 1994 року в складі розпашної четвірки без стернової.